# Mobilní Homer
Mobilní Homer (v anglickém originále Mobile Homer) je 13. díl 16. řady (celkem 348.) amerického animovaného seriálu Simpsonovi. Scénář napsal Tim Long a díl režíroval Raymond S. Persi. V USA měl premiéru dne 20. března 2005 na stanici Fox Broadcasting Company a v Česku byl poprvé vysílán 16. září 2007 na stanici ČT2.

## Děj
Zatímco Marge vezme děti na pohodovou nedělní projížďku autem, která se jim nelíbí, Homer je nucen doma uklízet garáž. Omylem se mu do krku dostanou pavouci a garážová vrata mu málem rozdrtí krk. Když se rodina vrátí domů, téměř udušeného Homera zachrání Líza a Bart pomocí resuscitace. Po tomto incidentu Marge naléhá, aby rodina uzavřela životní pojištění, ale Homer je kvůli své špatné zdravotní anamnéze považován za nepojistitelného; dokonce se chlubí, že kouří, aby udělal dojem na poradkyni, což je lež, jež ji nepřesvědčí. Marge se rozhodne velmi paranoidním způsobem ušetřit peníze nákupem napodobenin značek cereálií a kávy a přesvědčí Maggie, aby šetřila i dudlík. Homer se však rozčiluje nad Marginou malicherností – zvláště když mu nedovolí utratit ani falešné peníze za nákup jediného piva – a snaží se s ní pohádat a poznamenává, že má právo použít alespoň část peněz, protože je nosí domů, ale ona jeho žádost odmítá a opáčí, že ve své práci nic nedělá. Homer, nyní rozzlobený kvůli Marginým novým opatřením, si vezme její našetřené peníze a složí zálohu na nový obytný vůz. Poté, co si jej koupí, řekne Marge Homerovi, aby si ho užil a že s ním nebude mluvit. 
Homer začne bydlet v karavanu a s Marge soupeří o věrnost Barta a Lízy. Posléze objeví u benzinové pumpy kolonu obytných vozů a pozve je k sobě na zahradu. Marge, kterou jejich chování rozčiluje, jim odpojí elektřinu, a tak se na Homera jeho nově nalezení přátelé vykašlou. Homer a Marge se celou noc hádají, až Homer nazve Marginu postel „deskou bez lásky a šéfování“, a protože se obává, že by se jeho rodiče mohli rozejít, Bart se rozhodne, že by měli s Lízou vrátit obytný vůz do prodejny, kde jim vrátí peníze, s čím Líza souhlasí. 
Když Homer a Marge zjistí, že děti i obytný vůz jsou pryč, dají se v autě na honičku. Bart a Líza se omylem dostanou na dálnici a donutí rodiče, aby se políbili, než zastaví. Po polibku však Bart požádá Homera, aby mu zvýšil kapesné, což Homera rozzlobí, a ten následně Barta škrtí. Líza začne ztrácet kontrolu nad obytným vozem, jenž se zřítí z nedokončené rampy pro rozjeté kamiony na tureckou kontejnerovou loď. Loď opouští přístav, ale Marge přesvědčí kapitána, aby se otočil, když mu nabídne 300 plechovek houbové polévky, které koupila ve slevě. Když se jejich manželství obnoví, Homer řekne Marge, že ráno vrátí obytný vůz a vrátí jí peníze, a použije lodní jeřáb, aby vozidlo postavil na nedaleké molo. Hmotnost karavanu je pro molo příliš velká, proto se k Homerovu zděšení zřítí a znovu potopí. Marge je ale ztráta peněz lhostejná, protože turečtí námořníci jí do jídla dávají malé množství hašiše, aby byla dočasně spokojená.

## Přijetí
V původním vysílání dosáhl díl ratingu 8,6 a sledovalo ho 8,6 milionu domácností.
Walter J. Keegan, Jr. z TV Squad uvedl, že podle jeho názoru epizoda neobsahovala dostatek smíchu, ale měla dostatek jemného simpsonovského humoru o SUV, tureckých námořnících a zlých náboženských ikonách. Za dobrý považoval také nápad, kdy Marge diváky zasvěcuje do toho, co Homer dělá v práci (protože už ho tam moc nevidí), zatímco nejzáhadnějším momentem pro něj byla Bartova kresba Homera.